# Fritz Emeran
Fritz Nkusi Emeran (* 28. März 1976 in Les Abymes, Guadeloupe) ist ein ehemaliger ruandisch-französischer Fußballspieler auf der Position eines Abwehr- und Mittelfeldspielers. Nach seiner Karriere als Fußballspieler arbeitet der Vater eines Sohnes für das italienische Unternehmen Cogne Acciai Speciali S.p.A. bei deren französischen Firmensitz in Paris, in der Stadt, in der Emeran auch lebt.

## Karriere

### Vereinskarriere
Emeran begann seine aktive Karriere als Fußballspieler im Jahre 1992 beim AS Monaco, für den er bis 1994 in den Jugendmannschaften zum Einsatz kam. Noch im selben Jahr wechselte er zum Saint-Lô FC, bei dem er in seinem einzigen Jahr beim Verein zu 27 Einsätzen kam. In der Saison 1994/95 transferierte Emeran in die Bretagne zu Stade Rennes, wo er sich nicht durchsetzen konnte und so zu keinem Pflichtspieleinsatz kam. Im Jahre 1996 wurde er schließlich an Stade Poitiers verliehen, bei denen er bis zum Ende der Saison 1996/97 zu 25 Einsätzen in der Kampfmannschaft kam.
1997 folgte ein erneuter Wechsel, als Emeran zum Saint-Leu FC transferierte, für den er bis zu seinem Abgang im Jahre 1999 in 60 Partien auflief und dabei drei Tore erzielte. 1999 nahm ihn der belgische Fußballverein KV Mechelen unter Vertrag, für den er 33 Spiele absolvierte. Anfang 2000 kam Emeran zu sechs Meisterschaftseinsätzen für den ebenfalls auch Belgien stammenden Fußballklub KRC Genk. Im gleichen Jahre folgte ein Wechsel in die Niederlande, wo er von Fortuna Sittard unter Vertrag genommen wurde. Bei den Niederländern blieb er bis 2002 und kam dabei auf 50 Meisterschaftspartien sowie auf einen Treffer.
Im Jahre 2002 kehrte Emeran wieder nach Frankreich zurück, wo er beim FC Gueugnon in seiner Spielzeit von 2002 bis 2004 in 64 Spielen auflief und dabei zu zwei Treffern kam. 2004 folgte abermals ein Transfer nach Belgien. Diesmal ging es in die Hauptstadt zum FC Brüssel, für den er bis zu seinem Abgang am Ende der Saison in 26 Partien einen Treffer erzielen konnte. Sein nächster Stopp war R.A.A. La Louvière aus der belgischen Provinz Hennegau. Für RAAL, so die Abkürzung des Vereins, erzielte er in 28 absolvierten Spielen einen Treffer. Nach nur einer einzigen Saison kehrte er Belgien wieder den Rücken zu. Emeran wurde schon langsam zu einem richtigen Globetrotter, denn diesmal ging seine Reise nach Griechenland, wo ihn der Fußballverein Asteras Tripolis unter Vertrag nahm. Für den Verein aus Tripoli spielte er, wie schon so oft in seiner bisherigen Karriere, nur eine einzige Saison, in der in 15 Spielen auf den Rasen auflief. Einen Erfolg beim Verein konnte er aber trotzdem verzeichnen, als er mit der Mannschaft, die schon im Jahre 2005 von der Delta Ethniki in die Gamma Ethniki aufgestiegen war, im Jahre 2006 in die zweithöchste griechische Spielklasse, die Beta Ethniki aufstieg.
Im Jahre 2007 folgte sein bisher letzter Wechsel, als er in höchste Spielklasse Griechenlands, die Super League zum Levadiakos transferierte. Noch in derselben Saison stieg sein ehemaliger Verein Asteras Tripolis zum dritten Mal hintereinander in die nächsthöhere Spielklasse auf. Der Verein spielt seitdem in der höchsten Spielklasse im griechischen Männerfußball. Für den Provinzklub aus Livadia kam Emeran zu insgesamt 41 Meisterschaftseinsätzen, bei denen er ein Eigentor erzielte. Ab der Sommerpause vor der Spielzeit 2009/10 galt Emeran als vereinslos, jedoch wechselte er bald darauf in den französischen Amateurfußball, wo er unter anderem von 2009 bis 2010 für den FC Saint-Leu in der Unterklassigkeit antrat. Später wechselte er zum Fußballklub ES Saint-Gratien, bei dem er ab der Spielzeit 2010/11 in der fünftklassigen französischen CFA zum Einsatz kam. Dort konnte er mit der Mannschaft zwar knapp den Klassenerhalt in der Gruppe A schaffen, musste aber dennoch mit dem Team aufgrund eines Bankrotts bzw. der Beantragung von Gläubigerschutz in die Fünftklassigkeit zwangsabsteigen. Nachdem er 2010/11 in 17 Partien für das Herrenteam des Vereins zum Einsatz gekommen war, kam er auch in der darauffolgenden Saison zu seinen Einsätzen. Im Sommer 2012 gab der 36-Jährige sein Karriereende bekannt.

### International
Insgesamt kam Emeran zu vier Einsätzen in der Nationalmannschaft von Ruanda.

## Erfolge
- Belgischer-Pokal-Sieger mit dem KRC Genk: 2000
- Meister in der Gamma Ethniki mit Asteras Tripolis: 2006